# Sonja Mikkelsen
Pour les articles homonymes, voir Mikkelsen.
Sonja Mikkelsen, née le 20 juin 1955, est une femme politique danoise membre des Sociaux-démocrates, ancien ministre et ancienne députée au Parlement (le Folketing).